# Chapter 21: The Pirate
"Chapter 21: The Pirate" es el quinto episodio de la tercera temporada de la serie de televisión estadounidense The Mandalorian. Fue escrito por el showrunner Jon Favreau y dirigido por Peter Ramsey. Fue lanzado en Disney+ el 29 de marzo de 2023 y recibió críticas generalmente positivas.

## Trama
El rey pirata Gorian Shard invade Nevarro en represalia por el ataque que sufrió su subordinado Vane junto a sus hombres; antes de evacuar la ciudad, Greef Karga contacta al X-wing Carson Teva solicitando ayuda. Sospechando que el ataque se relaciona con eventos que insinúan un nuevo ascenso del Imperio, Teva viaja a Coruscant e informa a su superior el Coronel Tuttle, pero este muestra indiferencia argumentando que más planetas necesitan ayuda. Como última opción, rastrea al droide R5-D4 y llega al refugio Mandaloriano donde le pide ayuda a Din Djarin. Djarin convence al grupo para que acuda en ayuda de Karga a pesar de sus enfrentamientos anteriores con él, y Bo-Katan asume el mando de la fuerza de ataque. Mientras los mandalorianos vencen a los piratas, Vane huye y Shard muere; Karga en agradecimiento, les entrega un terreno para que pueden vivir otra vez en el planeta. La Armera pide reunirse con Bo-Katan, reconociendo la reaparición del mitosaurio como un presagio de que Bo-Katan, al haber estado entre 2 mundos, es quien puede reunir a todos los mandalorianos.
En su camino de regreso a su base en Adelphi, Teva se encuentra con los restos de un transporte de prisioneros que fue atacado. Al rastrearlo, descubren que en esa nave iba Moff Gideon, siendo la razón por la que no llegó a juicio; también en el rastreo, descubren un fragmento de aleación de beskar que sugiere que mandalorianos han ayudado en su escape.

## Producción

### Desarrollo
El episodio es dirigido por Peter Ramsey, a partir de un guion del creador de la serie Jon Favreau.

### Casting
El elenco coprotagonista de este episodio regresó de episodios anteriores, incluidos Carl Weathers como Greef Karga, Paul Sun-Hyung Lee como el Capitán Carson Teva, Katy M. O'Brian como Elia Kane y Emily Swallow como The Armorer. Tim Meadows también aparece como el coronel Tuttle, en un papel coprotagonista. The Mandalorian es representado físicamente por los dobles de acción Brendan Wayne y Lateef Crowder, y Wayne y Crowder reciben crédito como coprotagonistas por cuarta vez en el episodio. Pedro Pascal y Katee Sackhoff son protagonistas como The Mandalorian y Bo-Katan Kryze, respectivamente.
También en este episodio, debuta en acción real con un cameo Garazeb "Zeb" Orrelios, personaje de Star Wars Rebels, interpretado por Steve Blum, quien también lo interpreta en la serie.

### Música
Joseph Shirley compuso la partitura musical del episodio, reemplazando a Ludwig Göransson.

## Recepción
En Rotten Tomatoes, el episodio tiene una puntuación del 100 % según las reseñas de 15 críticos, con una puntuación media de 8,4/10. El consenso de los críticos del sitio web dice: "Los hilos de The Mandalorian esta temporada finalmente se unen en "The Pirate", una entrega de batalla conmovedora a la que el director Peter Ramsey le da un toque extra".